# Thyreobaeus scutiger
Thyreobaeus scutiger är en spindelart som beskrevs av Simon 1889. Thyreobaeus scutiger ingår i släktet Thyreobaeus och familjen täckvävarspindlar.
Artens utbredningsområde är Madagaskar. Inga underarter finns listade i Catalogue of Life.